# Spiegeltherapie

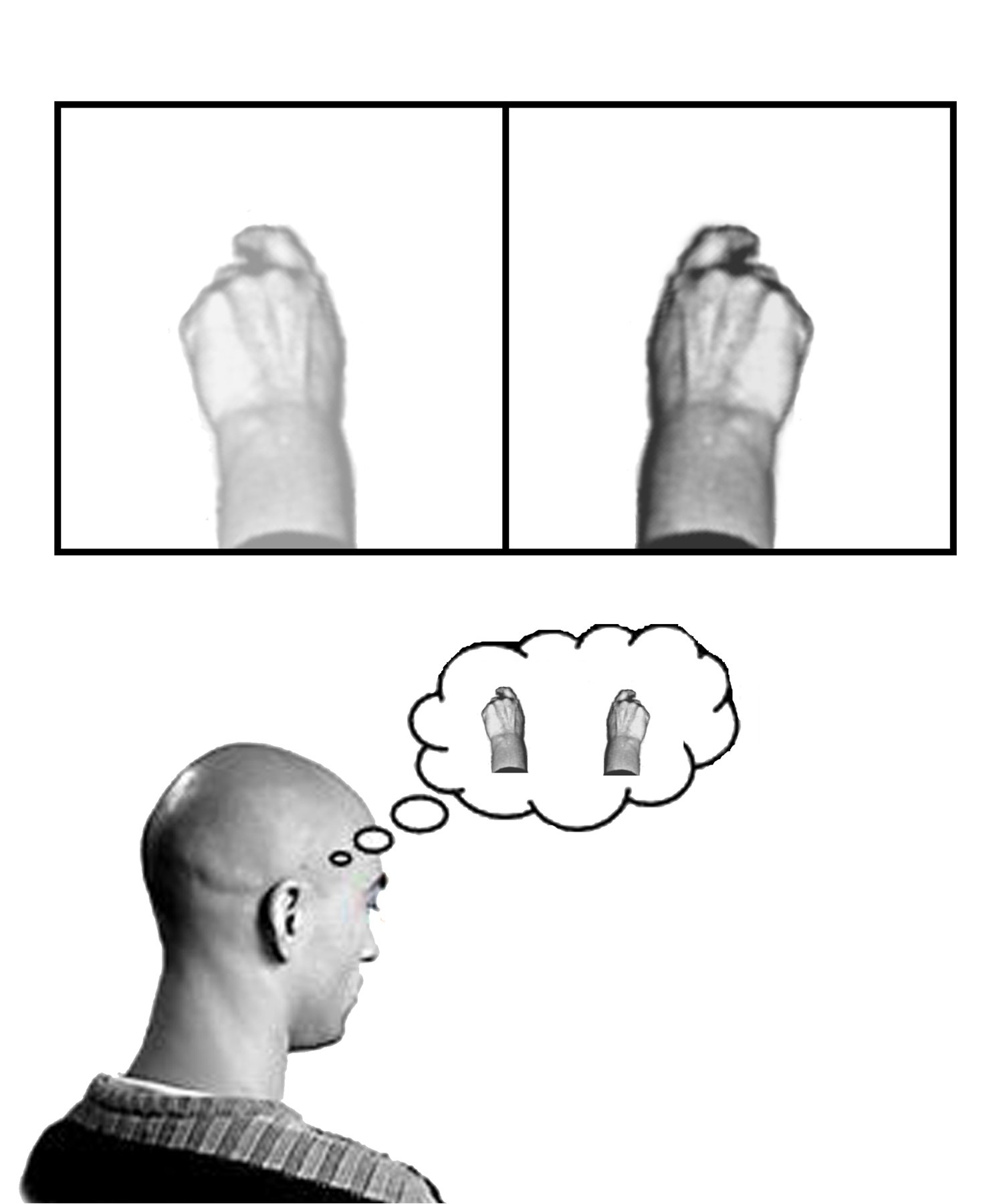
De geamputeerde hand (op de afbeelding lichter weergegeven) wordt als spiegelbeeld van de gezonde hand zichtbaar, waardoor de patiënt het gevoel krijgt weer over twee handen te beschikken

De spiegeltherapie is een in 1996 door Vilayanur Ramachandran en Dina Rogers-Ramachandran gepubliceerde behandelingsmethode tegen fantoompijn na een amputatie van een van twee ledematen (het andere moet nog intact zijn). Hierbij wordt gebruik gemaakt van een spiegel die het niet-aangedane ledemaat spiegelt zodat voor de patiënt het geamputeerde ledemaat schijnbaar (visueel) weer aanwezig is. Dit fantoomledemaat kan nu via het niet-aangedane ledemaat doelbewust worden bewogen. Zo kan bijvoorbeeld het fantoomlichaamsdeel van een (vermeende) pijnlijke houding in een comfortabelere houding worden verplaatst en op die manier de fantoompijn worden verlicht.

## Spiegeldoos

Tekening van de spiegeldoos

Oorspronkelijke werd gewerkt met een spiegeldoos, een doos met in het midden een tweezijdige spiegel, een open bovenkant en links en rechts twee gaten in de voorkant. De patiënt steekt in het ene gat zijn gezonde hand en in het andere de stomp van de geamputeerde hand. Wanneer de patiënt nu schuin van opzij in de doos kijkt, ziet hij zijn gezonde hand en in de spiegel zijn fantoomhand.

## Verdere toepassingen
Behalve bij amputaties wordt de spiegeltherapie ook ingezet bij een halfzijdige parese (hemiparese)
als het gevolg van een beroerte. Ondanks veel onderzoek zijn de fundamentele neurale mechanismen die betrokken zijn bij het motorische herstel nog onduidelijk.

## Afbeeldingen

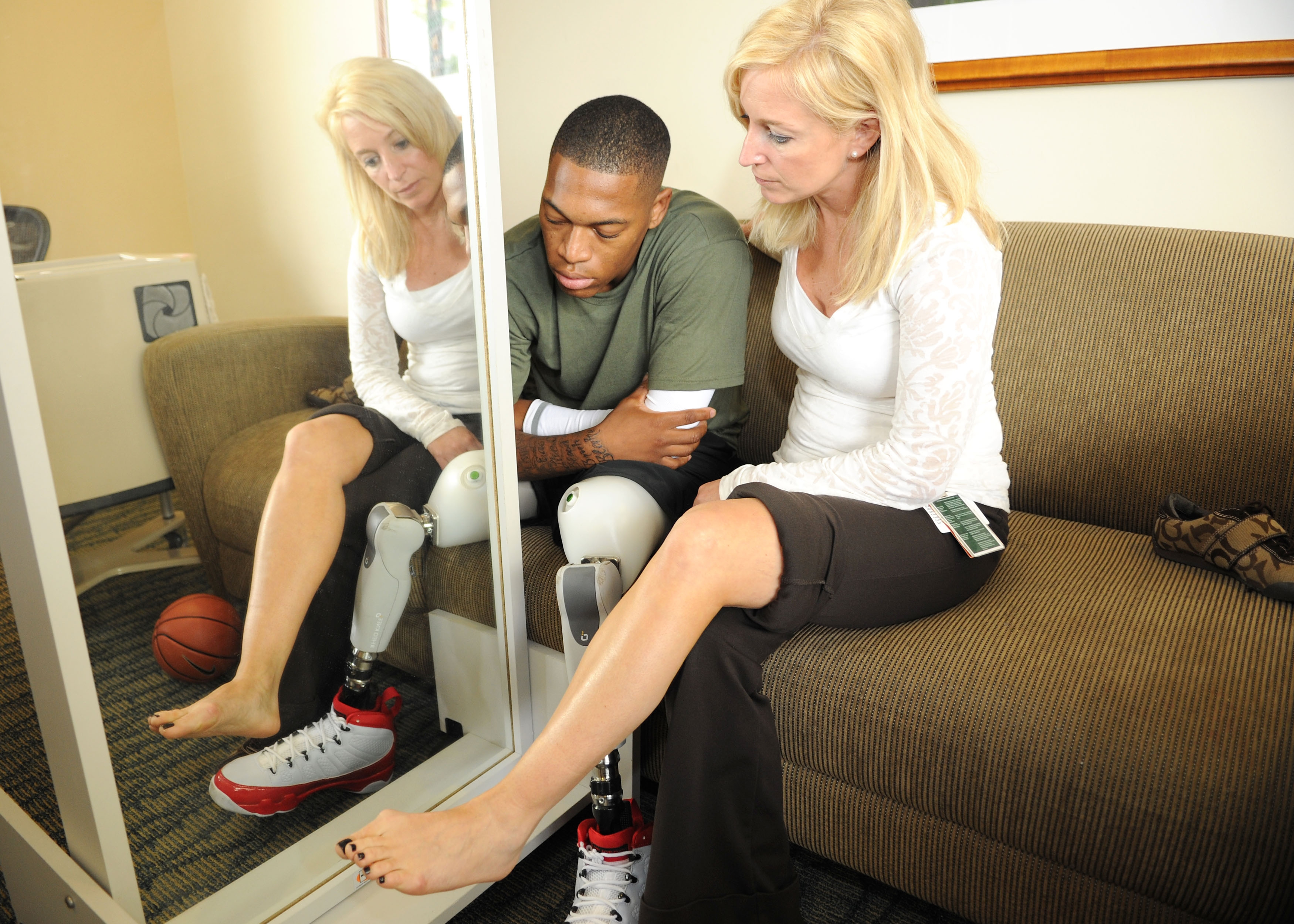
Een therapeut gebruikt de spiegeltherapie voor de behandeling van fantoompijn
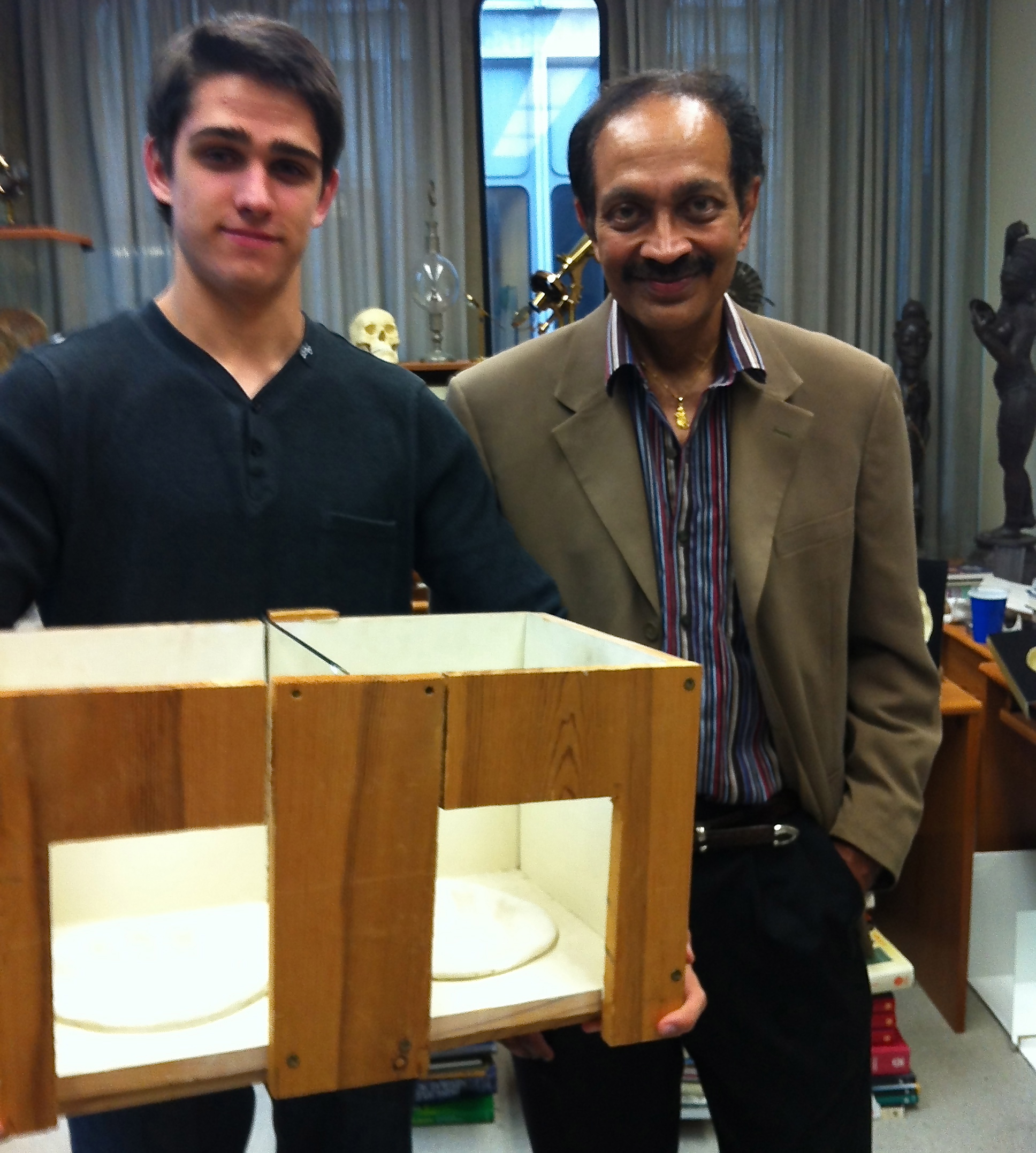
Ramachandran (rechts) met zijn spiegeldoos